# Barrage de Péligre
Le barrage de Péligre est un barrage hydroélectrique construit sur le fleuve Artibonite en Haïti. Il est situé dans le département du Centre, à 52 km de Port-au-Prince et 9 km de Mirebalais.

## Construction
Le barrage a été créé afin dans un premier temps de protéger les populations contre les inondations en contrôlant le flux de l'Artibonite, puis il a servi de réserve d'eau pour l'irrigation et enfin 20 ans après sa construction une centrale électrique a été ajoutée pour apporter de l'énergie électrique. La réalisation de cet ouvrage entre dans le cadre du projet agricole de la vallée de l'Artibonite qui fut lancé dans les années 1930. 
Il fut construit par le Corps du génie de l'armée des États-Unis et financé par la banque d'import-export américaine Eximbank.

## Caractéristiques
Le barrage à contreforts d'une hauteur de 72 m a été achevé vers 1956-1957, créant ainsi un lac artificiel, le lac de Péligre
La centrale hydroélectrique associée est dotée de trois turbines Francis d'une capacité de 15,5 MW chacune, pour une puissance installée totale de 47 MW. Ces turbines de type Francis ont été installées par une compagnie italienne[Laquelle ?]. À l'inauguration de Péligre en juillet 1971, la consommation énergétique de la zone métropolitaine incluant les communes de Léogâne, Croix-des-Bouquets était de 12 MW en pointe. La demande a pris moins de 15 ans pour quadrupler, soit une augmentation de plus de 120 % en dix ans.
Sa production actuelle fournit au pays la plupart de son électricité[Information douteuse].

## Réhabilitation
La réhabilitation de tout le système électromécanique de Péligre, destinée à augmenter sa puissance installée de 54 à 70 mégawatts, a été décidé en 2010.
Ces dernières décennies, les dépôts de limon ont réduit l'activité de la centrale électrique en réduisant ses capacités de production d'électricité. La sédimentation est en grande partie due à la déforestation dont souffre le pays au cours des années. 
La centrale électrique s'est délabrée et des réparations de fortune permettent juste de la faire tourner au minimum. Aussi d'autres unités de production furent construites afin de remédier à l'insuffisance de la première. Elle a toutefois bien résisté au tremblement de terre du 12 janvier 2010, selon un spécialiste suisse qui a procédé à une inspection des installations en mars 2010. Toutefois, cette inspection « a permis de mettre en évidence un certain nombre de points faibles touchant la sécurité ».
Le 10 février 2012, Jacques Rousseau, ministre des travaux publics du transport et de la communication (MTPTC), annonçait la signature d'un contrat pour les travaux de réhabilitation de la centrale avec la firme française Alstom-Comelex, qui devrait permettre à celle-ci de retrouver sa puissance nominale de 54 mégawatts.